# Zil çalınca
Zil çalınca è una serie televisiva del 2012, versione turca di Quelli dell'intervallo. Nello stesso anno è stato il film televisivo Zil çalınca avı: TV Movie, andato in onda il 24 agosto.

## Episodi
| Stagione | Episodi | Prima TV originale |
| -------- | ------- | ------------------ |
| 1        | 19      | 2012               |
| 2        | 21      | 2012-2013          |